# 招潮雀鯛
招潮雀鯛（學名：Pomacentrus fakfakensis），是輻鰭魚綱鱸形目雀鯛科雀鯛屬的其中一種，分布於西太平洋印尼海域，深度2至8公尺，體長可達7.4公分，棲息在珊瑚礁，以浮游生物為食，繁殖期時成對出現，雄魚會守護卵直到孵化，生活習性不明。